# Bythaelurus dawsoni
Espèce
Synonymes
- Halaelurus  dawsoni Springer 1971

Répartition géographique
Statut de conservation UICN

 LC  : Préoccupation mineure
Bythaelurus dawsoni est une espèce de requins.